# Berlusconismo

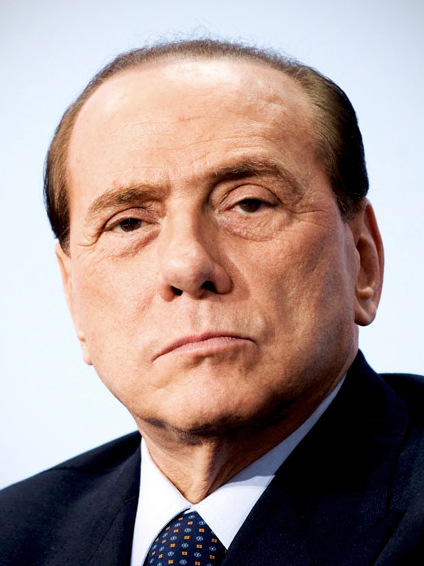
Silvio Berlusconi

Berlusconismo è un neologismo della lingua italiana, solitamente utilizzato nel linguaggio del giornalismo e della sociologia politica per indicare le iniziative, le linee guida e i valori che hanno ispirato l'azione politica di Silvio Berlusconi, il suo modo di porsi nei confronti dell'opinione pubblica e le caratteristiche dei suoi successi politici.

## Origini e significato del termine
Il termine "berlusconismo" risale agli anni ottanta, anni in cui Berlusconi era un imprenditore e non ancora impegnato in politica. All'epoca era utilizzato, con valenza fortemente positiva, come sinonimo di "ottimismo imprenditoriale", per definire cioè uno spirito imprenditoriale che non si lascia turbare dalle difficoltà, confidando nel riuscire a risolvere i problemi. A seguito dell'ingresso in politica di Berlusconi nel gennaio 1994, il termine subì una netta modificazione nell'ambito del linguaggio giornalistico-politico.
Secondo la definizione datane dal Vocabolario Treccani dell'Istituto dell'Enciclopedia Italiana, "berlusconismo" indicherebbe sia il movimento di pensiero e il fenomeno sociale e di costume avente origine dalla figura di Berlusconi e dai movimenti politici da lui fondati (Forza Italia, Il Popolo della Libertà e nuovamente Forza Italia), sia la visione liberistica che egli avrebbe propugnato in ambito non solo economico ma anche politico.
L'affermarsi del berlusconismo come fenomeno sociale e politico è stato da alcuni analisti messo in relazione con la cosiddetta "anomalia italiana", ovvero con la concomitanza di fattori strutturali di criticità che affliggerebbero molti campi della vita italiana, dalle problematiche della società a quelli della politica e dell'economia (come ad esempio il patronato politico, il clientelismo, il nepotismo e la doppia morale). Tale rapporto, secondo l'interpretazione di uno studioso della storia recente d'Italia, andrebbe inteso nel senso di considerare il berlusconismo come espressione e conseguenza di quell'anomalia anziché come sua causa.
In senso ugualmente critico ma più estensivo, il termine è stato usato dal politologo e storico Marco Revelli, già cofondatore di Lotta Continua, per denotare un modo di fare politica e la sottostante cultura della ricchezza autolegittimatasi che investirebbe larghi strati della nazione, compresa buona parte della classe dirigente di centro-sinistra. Nell'analisi di Revelli vi è un esplicito parallelismo con la descrizione del fascismo come "autobiografia della nazione" fatta dall'antifascista Piero Gobetti, in quanto il movimento di Benito Mussolini e lo stesso Berlusconi sarebbero le manifestazioni più visibili di tendenze deteriori radicate a fondo nella società italiana.
Lo scrittore e giornalista francese Jacques Martin scrisse, in un articolo pubblicato su The Guardian nel 2006: "Il Berlusconismo è il più grave attacco alla democrazia occidentale dal 1945; un fenomeno che non può essere trascurato".
Nel gennaio 2007, il berlusconismo fu oggetto di un convegno organizzato dalla Fondazione Liberal (vicina a Forza Italia), svolto con lo scopo di riprendere il termine in luce particolarmente positiva. In una lettera inviata il 27 settembre 2008 da Sandro Bondi (ministro per i beni e le attività culturali nel governo Berlusconi IV) al quotidiano la Repubblica si legge: «Il cosiddetto "berlusconismo" è stato innanzitutto la risposta alla crisi del sistema politico italiano, che ha coinciso con la caduta del muro di Berlino e con Tangentopoli, e la presa d'atto dell'incapacità/impossibilità del Partito Comunista Italiano di trasformarsi in un'autentica forza politica riformista e di stampo europeo. In secondo luogo, il "berlusconismo" ha rappresentato e continua a rappresentare il tentativo più alto di modernizzazione delle strutture economiche e istituzionali del nostro Paese, sulla base non di una ideologia, ma di un sistema di valori autenticamente liberali e riformatori, che hanno influenzato oltretutto l'intera politica europea».
Per gli avversari il berlusconismo è invece una forma di populismo di destra. Molti, anche tra i suoi sostenitori, vi hanno ravvisato un equivalente italiano del gollismo francese o del peronismo argentino. Gianfranco Pasquino, politologo e già senatore per l'Alleanza dei Progressisti e nella Sinistra indipendente, ha visto la componente essenziale del suo fascino nella scoperta del valore dell'antipolitica come collante contro una classe dirigente vista come distante dalle esigenze reali della gente.

## Gestione e politica di base

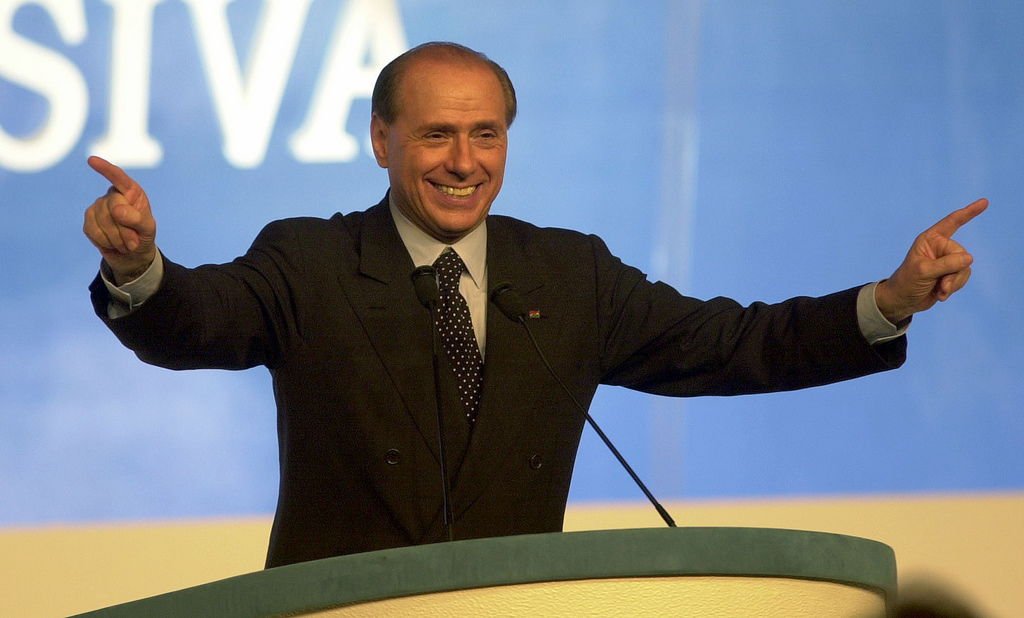
Berlusconi arringa la platea durante una convention elettorale

Berlusconi si proponeva come un moderato, liberale e liberista, "l'alternativa alla vecchia politica", un imprenditore al servizio della politica. Il suo stile comunicativo era basato su un dialogo diretto con il popolo, condotto per mezzo di slogan semplici e incisivi (un presidente operaio, un milione di posti di lavoro, meno tasse per tutti, il partito dell'amore, l'amore vince sempre sull'invidia e sull'odio); è rimasto nella memoria collettiva il Contratto con gli italiani, siglato in diretta televisiva alla trasmissione Porta a porta prima delle elezioni politiche del 2001.
La forma di governo auspicata da Berlusconi sarebbe stata basata su uno Stato azienda: uno Stato governato con modalità e tecniche tipiche della gestione manageriale delle aziende. Da ciò l'insofferenza, sovente criticata dagli oppositori, da lui dimostrata verso i limiti che il sistema istituzionale pone ai poteri del Presidente del Consiglio e verso una politica fondata su lunghe trattative e mediazioni, alla quale Berlusconi mostrava di preferire un'azione incisiva e un marcato decisionismo del leader.
Non a caso, la riforma costituzionale approvata nel corso del suo secondo governo (respinta dal referendum costituzionale del 2006) aumentava in modo considerevole i poteri del capo del governo, definito Primo ministro, a sottolineare l'aumentato potere della figura, il quale invece nell'ordinamento italiano è un primus inter pares tra i ministri, che hanno poteri di indirizzo e coordinamento, e la cui reale autorità dipende inevitabilmente dagli equilibri politici).
Nelle funzioni politiche, Berlusconi spesso cercò di far collimare la collaborazione politica con l'amicizia personale, soprattutto in politica estera, ambito nel quale agì anche in prima persona scavalcando talvolta gli organi ufficiali del Ministero degli affari esteri e della diplomazia italiana.

## Interrelazioni e strategia comunicativa
Il berlusconismo è stato studiato in particolare per le varie strategie comunicative messe in atto da Berlusconi.

### Rapporto diretto con le masse
(Fabrizio Bocca, 2015)
Le narrazioni dei suoi trascorsi di gioventù, alle quali Berlusconi in varie occasioni indulgeva, miravano a instaurare un rapporto diretto con i cittadini italiani, che andasse oltre la politica, allo scopo non solo di cercare e fornire conferme, ma anche di acquisire nuovo consenso. Ad esempio, era solito rievocare la sua attività giovanile di cantante e intrattenitore di piano bar sulle navi da crociera (nel 2000, nel corso della campagna elettorale in vista delle elezioni regionali, utilizzò anche una nave da crociera, ribattezzata per l'occasione Nave della Libertà. mentre nel 2004 incise un disco di canzoni napoletane composte insieme al cantautore Mariano Apicella), oltre che le sue esperienze da venditore porta a porta.
La strategia di comunicazione diretta e verticale con i cittadini, priva di mediazioni, è un'attitudine tipica di quei rapporti carismatici che, con finalità di volta in volta diverse, si instaurano tra il leader politico e il popolo nei sistemi populisti.
Tali strategie di ricerca del rapporto immediato e diretto, scavalcando mediazioni e corpi intermedi, erano facilitate dall'utilizzo dei mezzi di comunicazione di massa, di cui Berlusconi fece grande uso, oltre a potersi avvalere di un possente apparato mediatico, espresso sia dai canali di sua proprietà (quelli televisivi della Mediaset e quelli editoriali della Arnoldo Mondadori Editore) sia, secondo vari commentatori, sulle reti pubbliche della Rai nei suoi periodi di permanenza al governo. Se, da un lato, i mezzi di comunicazione di massa permettono la "comunicazione verticale" e diretta, con cui il messaggio impatta sui destinatari senza subire mediazioni e interpretazioni, dall'altro il potere di controllo sui mass media avrebbe permesso a Berlusconi di affievolire e contrastare il flusso di quelle comunicazioni che si muovesse in direzioni opposte al messaggio da lui desiderato, vanificandone o attutendone l'impatto.
Tale obiettivo sarebbe stato perseguito con l'utilizzo non solo di programmi strettamente informativi, come i telegiornali, ma anche con l'uso accorto di nuovi format televisivi, come il cosiddetto infotainment.

### Simbologia religiosa e connotazione vittimistica
Secondo Giuliana Parotto, docente di filosofia della politica all'Università degli Studi di Trieste, Berlusconi utilizzò una simbolica religiosa nel suo modo di presentarsi: «aspetti dell'immagine che vengono sempre sottolineati e che sono adatti altresì ad esaltare quelle funzioni salvifiche attribuite al leader. In questo quadro trova posto uno dei ricorrenti, sconcertanti, paralleli tra la figura vittimaria del premier e Gesù Cristo stesso: il periodo trascorso all'opposizione durante il primo governo Prodi è stato infatti descritto come la "traversata del deserto", le competizioni elettorali si sono trasformate in "prove elettorali", in esplicita analogia con le tentazioni messe in opera dal demonio.
Non è mancato neanche il paragone al Sole, come simbolo salvifico e di rinascita».
La connotazione vittimistica della comunicazione pubblica di Berlusconi avrebbe rappresentato una vera e propria strategia politica secondo il giudizio del giornalista Indro Montanelli e del semiologo Umberto Eco. Quest'ultimo la ricondusse all'atteggiamento psicologico stigmatizzato nell'espressione partenopea «chiagni e fotti». Secondo Eco, si tratterebbe di una strategia comunicativa non nuova alla politica italiana, di cui, in passato, avrebbero già dato prova Palmiro Togliatti e Marco Pannella.
Ulteriore caratteristica della strategia comunicativa di Berlusconi era l'apposizione, ai suoi critici, di etichette destinate a delegittimare l'interlocutore, in particolare quella di comunista, che non risparmiò neanche al The Economist, prontamente ribattezzato The Ecomunist quando il quotidiano britannico avviò una campagna di articoli critici verso la sua azione di governo.

### Tecnica della ripetizione
Uno dei leitmotiv della comunicazione di Berlusconi era costituito dalla tecnica retorica della ripetizione, da lui padroneggiata con notevole abilità. Essa consiste nello scegliere alcuni concetti, slogan, "parole chiave" e topoi comunicativi di base (pochi e semplificati al massimo, in modo da essere facilmente comprensibili) e di ripeterli in maniera convinta e costante nel tempo, a volte in modo quasi ossessivo. Si tratta di una strategia comunicativa già nota e consolidata, il cui obiettivo è duplice: da un lato, la ripetizione costante aiuta il processo di memorizzazione a lungo termine, anche negli spettatori distratti (secondo il principio della ripetizione dilazionata); dall'altro, vuole sortire un altro effetto importante, che riguarda la persuasione, in base alla teoria secondo cui la ripetizione e la riproposizione continua di uno stesso concetto tendono a modificare l'atteggiamento degli uditori, anche i più attenti, aumentandone la predisposizione ad accettarne la plausibilità.
Tra le parole chiave più note, tra quelle riproposte e di maggior successo, vi sono quella dello spauracchio di un'incombente minaccia comunista, agitata a più riprese, e quella della persecuzione giudiziaria che sarebbe stata perpetrata ai suoi danni da coloro i quali, con altro fortunato epiteto, egli stesso ha definito le "toghe rosse".
Altro refrain, dimostratosi accattivante e di grande impatto in termini di consenso, fu quello dell'abolizione dell'ICI (Imposta comunale sugli immobili), frutto di un annuncio improvviso nel corso della campagna elettorale per le elezioni politiche del 2006.

#### Tecnica del disco rotto
Una variazione di questa strategia è costituita dalla tecnica del "disco rotto", utilizzabile in contesti nei quali bisogna misurarsi con forme più o meno autentiche di interlocuzione e contraddittorio. Si tratta di una strategia adottata con coerenza e consapevolezza da diversi esponenti politici che consiste nel "ribadire continuamente una frase elementare, non argomentata, senza tener alcun conto delle risposte dell'interlocutore". Di fronte all'insistenza su slogan e concetti semplici e accattivanti, perde ogni forza persuasiva, nei confronti del pubblico dei talk-show, la possibilità di replicare in forme argomentate. L'effetto complessivo si misura il giorno successivo, quando a rimanere impressi nella mente degli spettatori sono i concetti-chiave insistentemente e coscientemente ripetuti anziché le eventuali obiezioni articolate dagli oppositori.

### Linguaggio

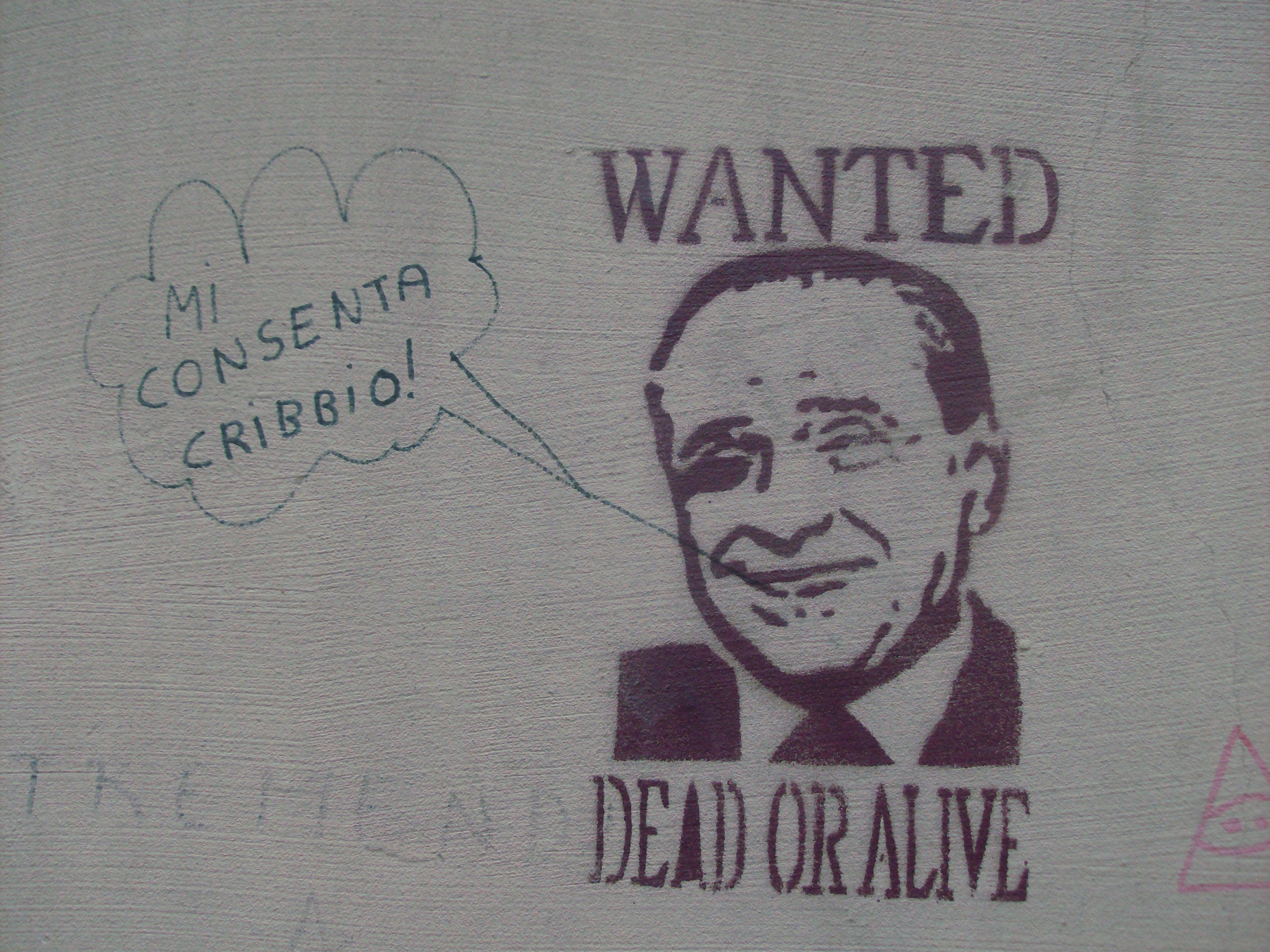
Graffito con fumetto a Torino

Nella comunicazione politica assume un rilievo particolare l'uso che Berlusconi fece del linguaggio e dello stile comunicativo, i cui risvolti pragmatici sono stati oggetto di attenzione da parte della ricerca linguistica e psicologica. Sarebbe stato proprio il tentativo di stabilire un rapporto di comunicazione di tipo verticale tra leader politico e cittadini, che evita o scavalca le mediazioni, secondo modalità tipiche dei sistemi populisti, a condizionare le scelte linguistiche e comunicative di Berlusconi: tali scelte, come avviene spesso in coloro che si propongono come political outsider, erano profondamente innovative e si esprimevano soprattutto nella programmatica rinuncia alla tradizionale cripticità del linguaggio tecnico della politica, un linguaggio semplice e non specialistico che annulli la distanza e la diversità con i destinatari della comunicazione e agevoli l'identificazione del pubblico con il leader politico.
A questo scopo risultano funzionali i frequenti riferimenti agli ambiti simbolici che sono congeniali ai depositari della cultura di massa: da qui l'abbondante ricorso a familiari metafore linguistiche attinte dall'universo televisivo e dal mondo del calcio per definire gli eventi, i fenomeni e le dialettiche politiche, a cominciare dall'originario ingresso in politica, annunciato, non a caso, come una "discesa in campo".
L'analisi del saggista Alessandro Amadori vi ha ravvisato una strategia comunicativa connotata dall'uso di un codice linguistico puerile, al quale sono riconducibili anche le occorrenze di particolari espressioni comuni. Si tratterebbe di una sorta di baby talk, rivelatore di un infantilismo comunicativo di base, i cui esiti sarebbero risultati premianti in termini sia di efficacia comunicativa e persuasiva sia di acquisizione del consenso. Ad analoghe conclusioni, seppur partendo da un'analisi più aderente all'orizzonte linguistico, pervenne il linguista Raffaele Simone, il quale riconobbe a Berlusconi doti da «comunicatore di professione» realizzate proprio attraverso l'utilizzo di un linguaggio teso alla semplificazione: l'invenzione di «metafore semplificatorie» e il «linguaggio intenzionalmente basso» erano elementi corrispondenti alla sua «retorica semplificatoria», che si avvale di un lessico e di un fraseggio basso.

#### Mi consenta!
Particolarmente connotante dello stile comunicativo di Berlusconi era l'espressione «mi consenta», divenuta ben presto facilmente associata alla sua figura poiché egli se ne avvalse frequentemente nella comunicazione politica, realizzando l'espressione in una pronuncia giudicata assai peculiare e non-standard, caratterizzata, sempre secondo Simone, «da una s particolarmente sibilante, una e tonica e particolarmente chiusa» […] «che ancora adesso si usa per evocare il personaggio».
Secondo Augusta Forconi, l'espressione «mi consenta», pur non essendo il luogo comune da lui più frequentato, all'epoca (1997) era diventata talmente connotante del personaggio che non la si poteva più «pronunciare in modo "neutro"».
L'occorrenza frequente di questo tic linguistico ha trasformato il "mi consenta" nel "più noto" di tutto il repertorio di intercalari e tormentoni del panorama della comunicazione politica tra gli anni novanta e i primi anni duemila.